# Московский вокзал (Санкт-Петербург)
Моско́вский вокза́л  (в 1855 — 1924 годах — Николаевский, в 1924 — 1930 годах — Октябрьский) — пассажирский терминал железнодорожной станции Санкт-Петербург-Главный. Один из пяти действующих вокзалов Санкт-Петербурга.
Входит в Северо-Западную региональную дирекцию Дирекции железнодорожных вокзалов. Здание вокзала и Конторский корпус Николаевской железной дороги являются объектами культурного наследия народов России и охраняются государством.
Станция Санкт-Петербург-Главный Октябрьской железной дороги входит в Санкт-Петербургский центр организации работы железнодорожных станций ДЦС-3 Октябрьской дирекции управления движением. По значимости и важности выполняемых работ — одна из основных на полигоне ОЖД и задаёт ритм движению на всей магистрали.

## История
В начале 1842 года Николай I повелел приступить к строительству железной дороги между Санкт-Петербургом и Москвой. Инженеры корпуса путей сообщения полковники П. П. Мельников и Н. О. Крафт были утверждены его флигель-адъютантами по строительству дороги. Председателем наблюдательного совета был объявлен цесаревич Александр Николаевич, будущий император Александр II.
11 (23) августа 1842 года был образован Департамент железных дорог, в котором сосредоточились все распоряжения о постройке новой линии, а впоследствии и всех других железнодорожных линий и направлений. Строительство дороги началось летом 1843 года по проекту П. П. Мельникова, Н. О. Крафта и А. Д. Готмана. Дорога строилась двухпутной, по кратчайшему направлению длиной около 604 вёрст.
5 (17) мая 1847 года в 10:00 первый пассажирский поезд отправился до села Колпино. Пассажирское движение на этом участке было запущено за четыре года до торжественного открытия нового каменного вокзала и дороги в целом. Рядом с местом, где впоследствии был возведён Николаевский вокзал, стояла двухэтажная деревянная станционная постройка.

5-го Мая, въ 10 часовъ утра, паровозъ С. Петербурго-Московской желҍзной дороги повелъ въ село Колпино нҍсколько вагоновъ, со взиманіемъ платы за открытыя мҍста по 25 коп., закрытыя на скамейкахъ, 50 коп., а въ креслахъ на 75 коп. сер— «Санкт-Петербургские ведомости» от 8 мая 1847 года.
Николаевский вокзал строился в 1844 — 1851 годах по проекту архитектора К. А. Тона, при участии Р. А. Желязевича, является «близнецом» построенного им же Ленинградского вокзала в Москве, от которого отличается некоторыми особенностями.

Местоположение, выбранное для Николаевского вокзала, позволило ему вписаться в структуру главной магистрали столицы и оказаться, таким образом, в центральной, деловой части города. Это, разумеется, делало вокзал очень удобным для пассажиров.— «Градостроительство России середины XIX - начала XX века...».
Активное участие в проектировании новой привокзальной (Знаменской) площади принимал и сам император, собственноручно добавивший к площади дополнительно места под № 1, 2, 3 и 4, «как отчеркнуто Его Величества карандашом», что сделало площадь не только обширнее, но и придало ей более «регулярный характер».
Первым начальником пассажирской станции и вокзала Петербурго-Московской железной дороги был назначен Н. И. Миклуха. Его квартира находилась в самом здании вокзала, кроме того здесь располагались конторы служащих, управление железной дороги, императорские помещения. Николай Ильич известен своими разработками эффективных методов борьбы со снежными заносами на железных дорогах. На участке пути Тверь — Вышний Волочёк, открытым для опытной эксплуатации в 1847 году, он первым в России посадил «живой забор» из ёлок.
С 14 августа (26) по 16 (28) августа 1851 года из Петербурга до Москвы на 9 поездах были перевезены два батальона лейб-гвардии Преображенского и Семёновского полков, два эскадрона лейб-гвардии Кавалергардского и Конного полков, а в 4 часа утра 19 (31) августа 1851 года, с соблюдением всех мер предосторожности, из столицы в Москву отправился «Царский поезд», состоявший из 9 вагонов и перевозивший августейшую семью. Путешествие вместе с остановками заняло 19 часов.
1 (13) ноября 1851 года состоялось официальное открытие движения по железной дороге, на всём протяжении от Санкт-Петербурга до Москвы. В 11 часов 15 минут из Петербурга отправился «всенародный поезд», который прибыл в Москву на следующие сутки в 9 часов утра. В пути он пробыл 21 час 45 минут и состоял из 6 вагонов.

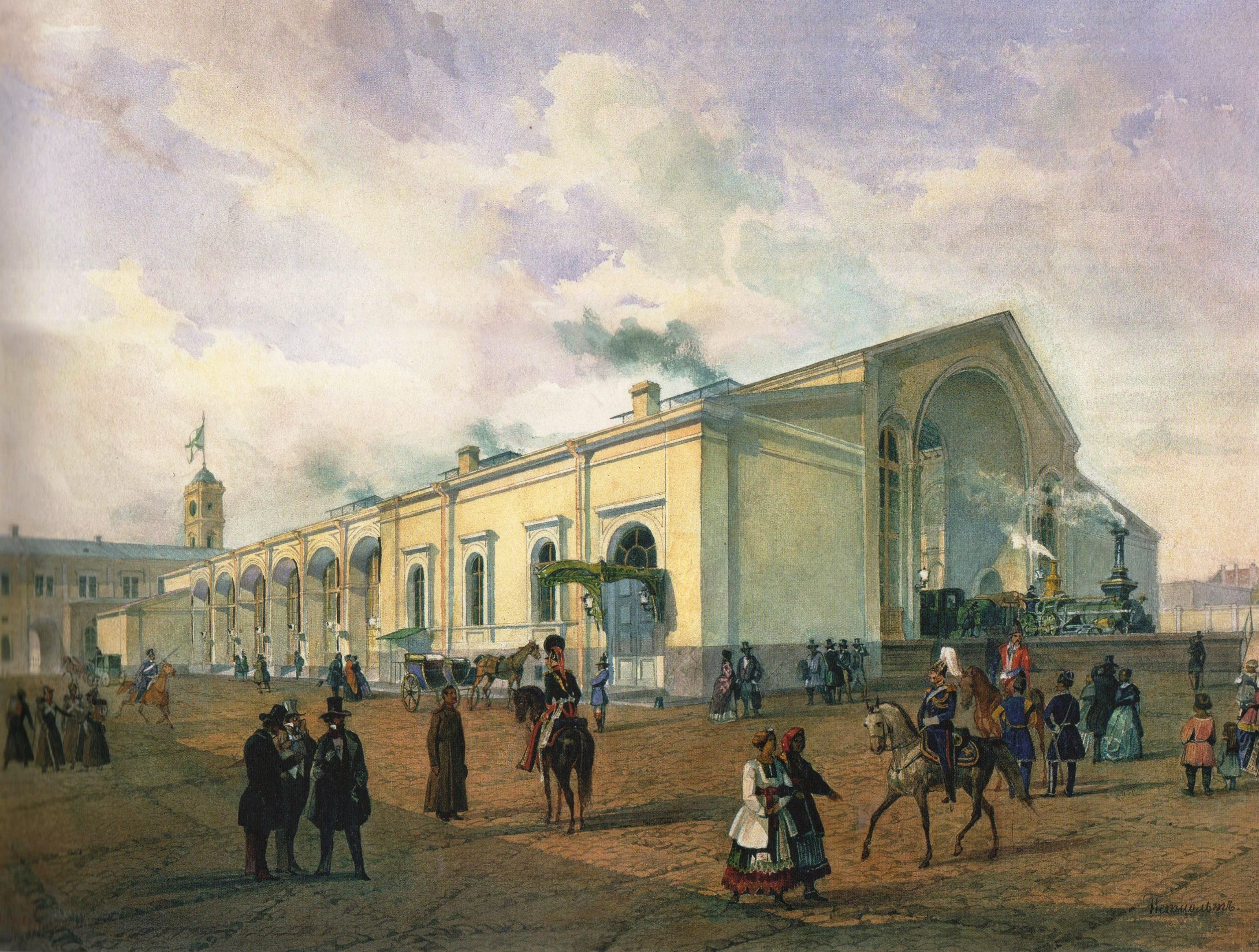
Дебаркадер вокзала. 1851 год
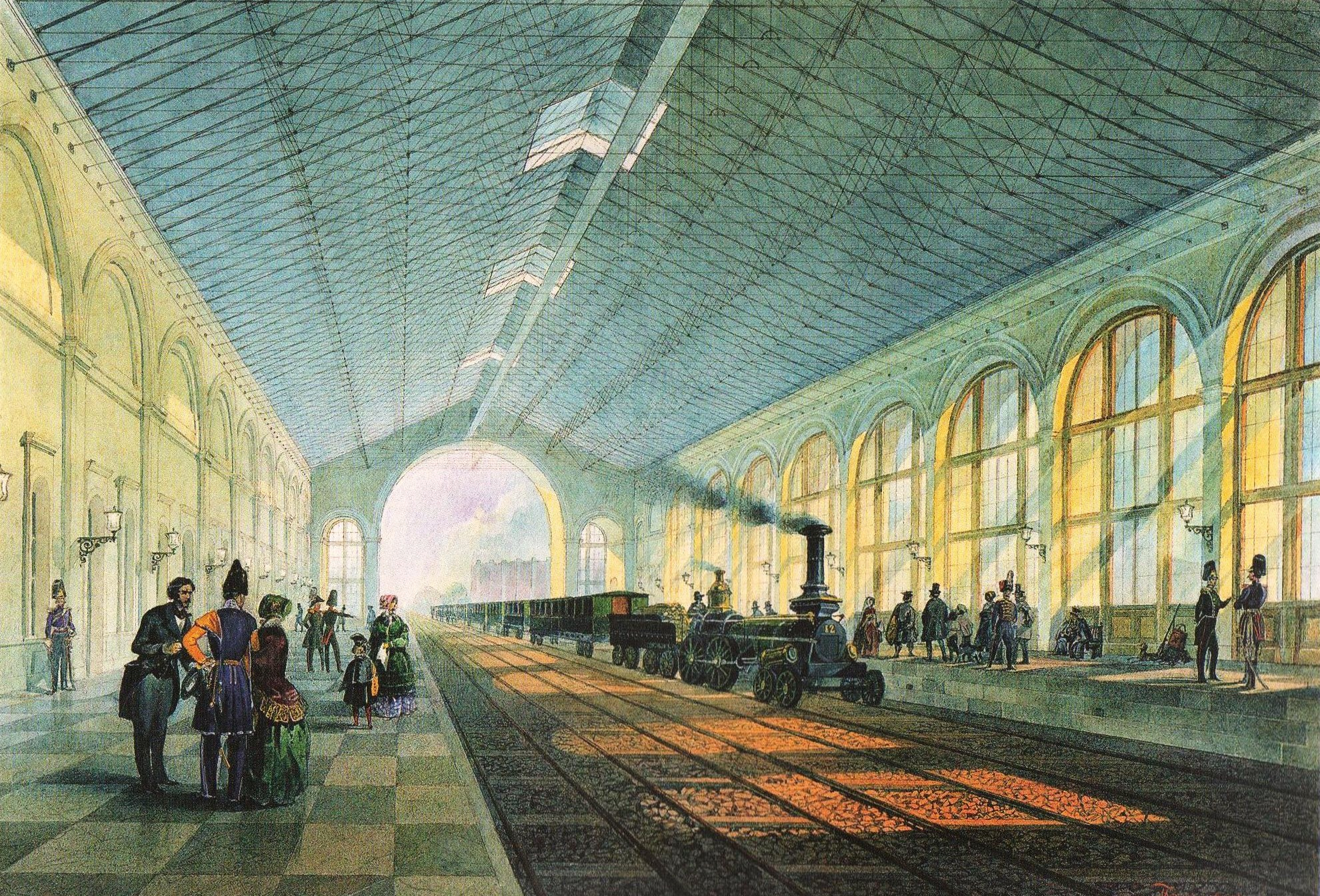
Под дебаркадером. 1851 год
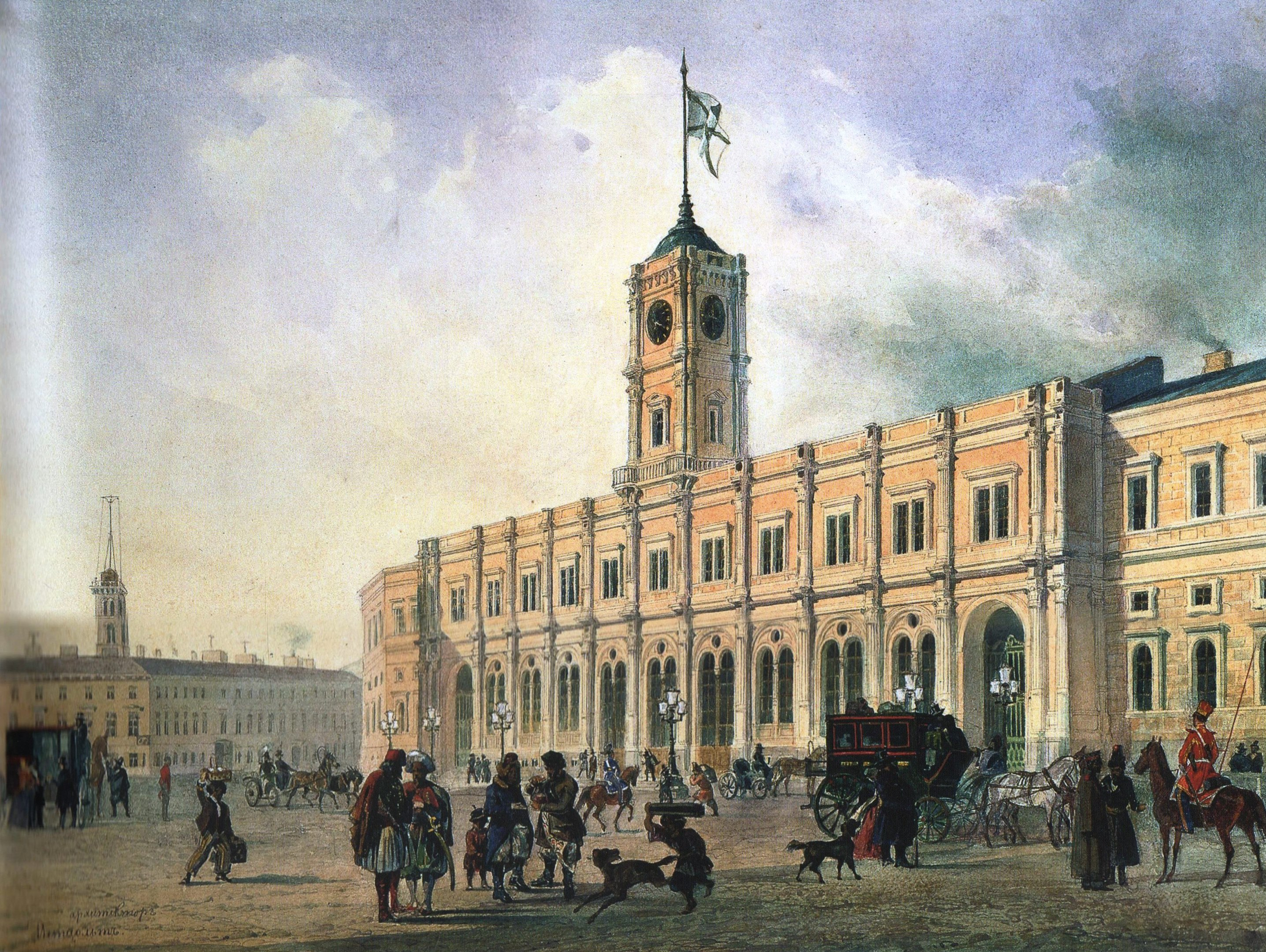
Николаевский вокзал. 1851 год
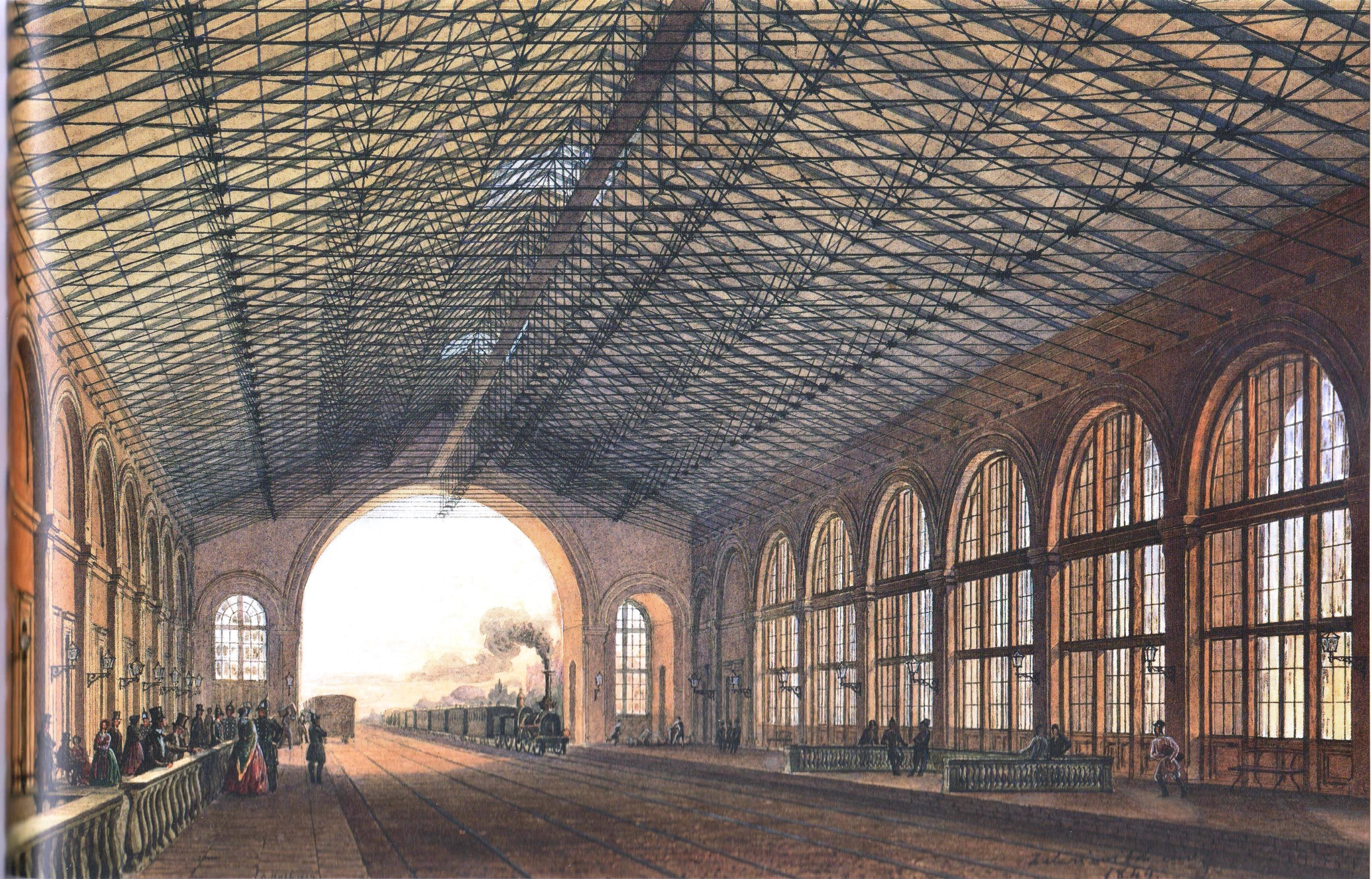
Дебаркадер вокзала. 1844 год

В 1868 году в связи со значительно возросшим пассажиропотоком была начата реконструкция Николаевского вокзала. Был пристроен двухэтажный флигель для приёма багажа, правое крыло здания соединили с царскими покоями. В 1877 — 1878 годах вместо каменной въездной арки дебаркадера был устроен металлический фронтон и навес над платформой со стороны Москвы. В 1898 году со стороны Лиговского проспекта было пристроено здание Конторы Николаевской железной дороги из красного кирпича.
В 1912 году был объявлен конкурс на проект нового здания Николаевского вокзала. Появлявшиеся новые технические устройства требовали новых помещений, старое здание уже не могло их обеспечить. Среди участвующих в конкурсе были В. А. Щуко, И. А. Фомин, Ф. И. Лидваль. Сложность решения заключалась в том, что новый вокзал мог быть расширен только в сторону путей, Знаменская площадь к тому времени уже была сформирована. Одобрение получил проект В. А. Щуко. Было начато строительство корпуса прибытия, который должен был стать левым крылом нового здания. С началом Первой мировой войны строительство было прервано, старое здание избежало сноса.
В 1923 году, с переименованием Николаевской железной дороги в Октябрьскую, то же название получил и вокзал. Но уже в 1930 году вокзал стал именоваться Московским.
10 июня 1931 года от Московского вокзала отправился первый в СССР фирменный поезд — «Красная стрела». В 1962 году, одновременно с электрификацией движения, в здании вокзала были сделаны подземные переходы с выходом в город и на станцию метро «Площадь Восстания».
В конце 1950-х годов по проекту архитектора В. И. Кузнецова здание Московского вокзала было реконструировано и расширено. К его правому крылу был пристроен новый флигель со вторым вестибюлем станции метро «Площадь Восстания».
В 1967 году был открыт новый «Световой зал» (также по проекту В. И. Кузнецова), что увеличило площадь вокзала на 2700 квадратных метров. Внутри зала был установлен памятник В. И. Ленину работы скульптора Л. А. Месса. В 1976 году площадка между перронами и световым залом была перекрыта алюминиевым навесом.
В 1993 году бюст В. И. Ленина в зале прибытия был заменён бюстом Петра I работы А. С. Чаркина и В. В. Оленева.

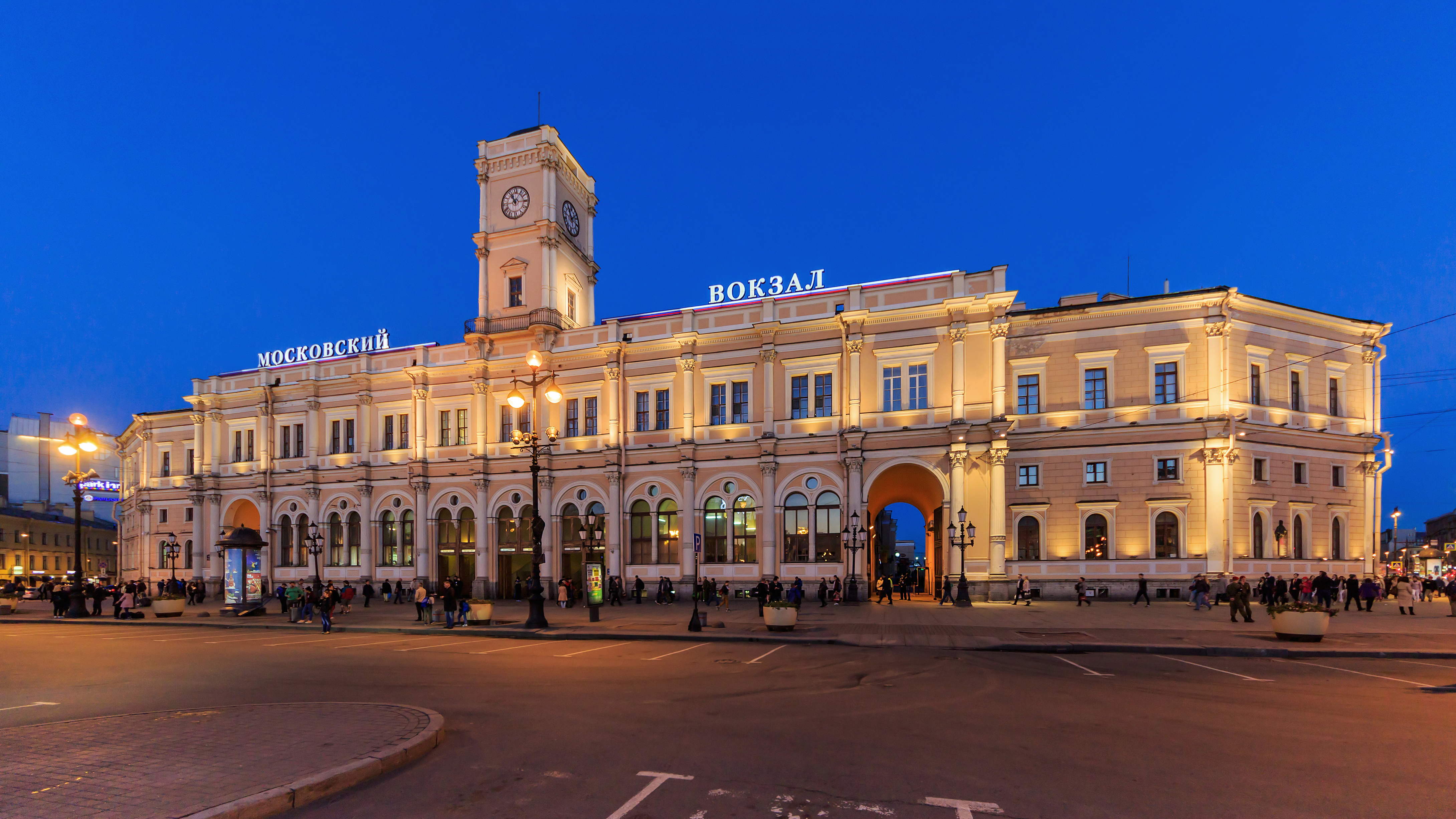
Московский вокзал ночью

В начале 2000-х годов вокзал был отреставрирован и оснащён автоматизированной системой контроля оплаты проезда пассажирами пригородных поездов. При этом вокзал лишился части подземных переходов, ведущих на платформу пригородных поездов и в город — остался только переход к станции метро «Площадь Восстания».

## История станции
Железнодорожная станция была открыта в 1847 году. В утверждённом Николаем I «Положении о составе Управления Санкт-Петербург-Московской железной дороги» от 1851 года, опубликованном в № 225—227 общественно-политической газеты «Северная пчела», значилось: Санкт-Петербургская станция Санкт-Петербург-Московской железной дороги I класса. В 1855 году после переименования Санкт-Петербург-Московской железной дороги в Николаевскую, она получила новое название Санкт-Петербургская станция Николаевской железной дороги.
В «Указателе правильных сообщений», изданным в 1860 году Министерством внутренних дел станция именуется как Санкт-Петербургская. В 1863 году станция была переименована в «Санкт-Петербург», с 1886 года в некоторых изданиях железнодорожной литературы указывается название станции как Санкт-Петербург I.
18 августа 1914 года город Санкт-Петербург переименован в Петроград, Министр Путей Сообщения, по докладу Управления железных дорог, от 20 августа 1914 года за № 3647, признало переименовать станции «С-Петербург» в «Петроград». Станция стала называться «Петроград I Ник». В 1923 году после переименования Николаевской железной дороги в Октябрьскую, станция получила новое название «Петроград I», в 1924 году согласно телеграммы НКПС от 12 февраля 1924 года Петроградские станции переименованы в Ленинградские, таким образом станция получила название «Ленинград I», в 1926 году «Ленинград-пасс».
С 1931 года по 1993 год «Ленинград-пасс-Московский» 26 мая 1993 года станция «Ленинград-пасс-Московский» переименована в «Санкт-Петербург-Главный».
Приказом НКПС № 1028 от 20 августа 1929 года станция в составе Октябрьских железных дорог, с 1936 года в составе Октябрьской железной дороги.
Согласно тарифному руководству № 4 от 1936 года, станция производит операции: по перевозке пассажиров и тов.-багажа; по перевозке повагонными отправками всех грузов, следующих на и с подъездных путей, ветвей и складов необщего пользования; по перевозке хозяйственных грузов дороги. Согласно тарифному руководству № 4 от 1975 года станция производит операции только: продажа билетов на все пассажирские поезда, прием и выдача багажа.
В 1971 году присвоен код ЕСР № 0602, в 1975 году присвоен новый код ЕСР № 06020, с 1985 года у станции код АСУЖТ (ЕСР) № 031812. В 1982 году станции присвоен код Экспресс-2 № 20101, с 1994 года у станции код Экспресс-3 № 2004001.
В 1875 году на 1 версте от станции была устроена ветвь протяжением 0,526 верст к складам Северного общества, разобрана после 1955 года. В 1892 году на 1 версте от станции была устроена ветвь протяжением 0,315 верст к Обществу Невской пригородной конно-железной дороги, разобрана после 1955 года.

## Архитектурные решения
Развивающиеся торговые и деловые связи между городами Российской империи требовали строительства особых зданий для обслуживания пассажиров. Планировка железнодорожных вокзалов складывалась под влиянием постоялого двора, почтовой станции и портового дебаркадераЛазарева Т. В.: «Архитектура пассажирских сооружений рельсового транспорта»

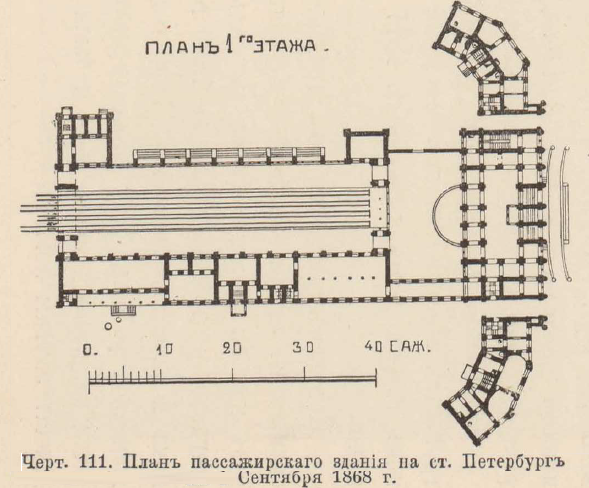
План вокзала в первоначальном виде

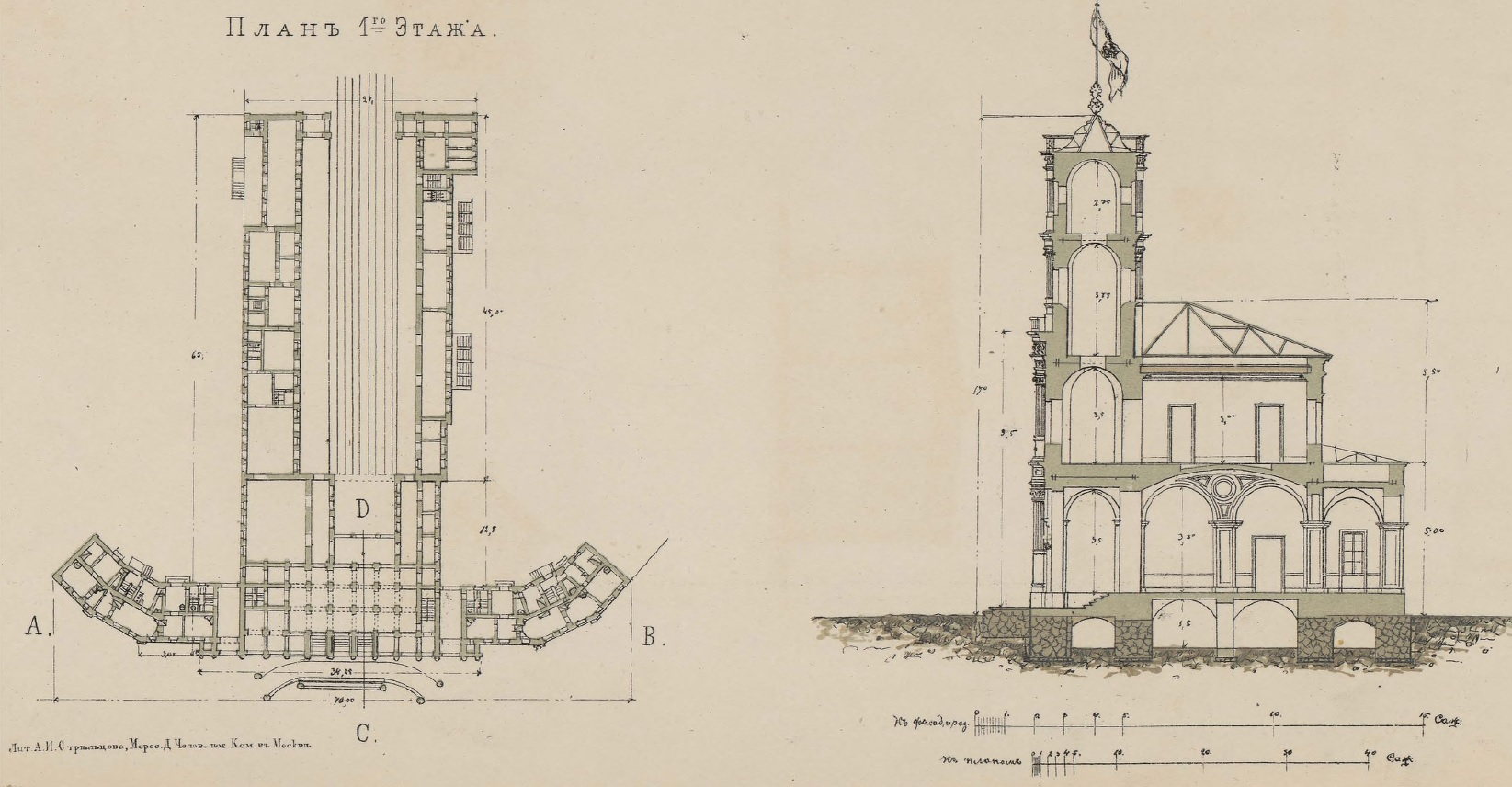
Вокзал в 1870-е годы

Вскоре после объявления о строительстве С.Петербург-Московской железной дороги был организован конкурс на проектирование и строительство здания вокзалов в столице и Москве с необходимой инфраструктурой.
С «высочайшего одобрения» к участию в творческом соревновании были допущены А. П. Брюллов, Н. Е. Ефимов и К. А. Тон. В частности, Александром Брюлловым был представлен проект вокзала в романском стиле, несколько напоминающий построенную им ранее кирху Святых Апостолов Петра и Павла на Невском проспекте.
Победителем конкурса был признан Константин Тон и его проект в стиле неоренессанс. В начале 1844 года были одобрены «переделанный согласно высочайшим замечаниям архитектором Тоном проект на устройство в Петербурге пассажирской станции» и составленный им же проект станционного здания в Москве, которое в уменьшенном виде повторяло петербургское здание.

Архитектура первых пассажирских зданий воспроизводит формы типичнейших сооружений, создаётся под влиянием существующих стилей. Вокзалы Николаевской дороги в Петербурге и в Москве (1844—1851 гг.) построены по единому проекту, выполненному архитектором К. А. Тоном. Сооружение сочетает формы итальянского ренессанса и древнерусские мотивы.— «Архитектура пассажирских сооружений рельсового транспорта»..
Новшеством того времени было решение с металлическим покрытием над концевыми участками железнодорожных путей и примыкающими пассажирскими платформами. «Железные покрытия» дебаркадеров вокзалов, появившиеся в Западной Европе и в России в середине XIX века, были одним из самых ярких свидетельств успехов строительной технологии.

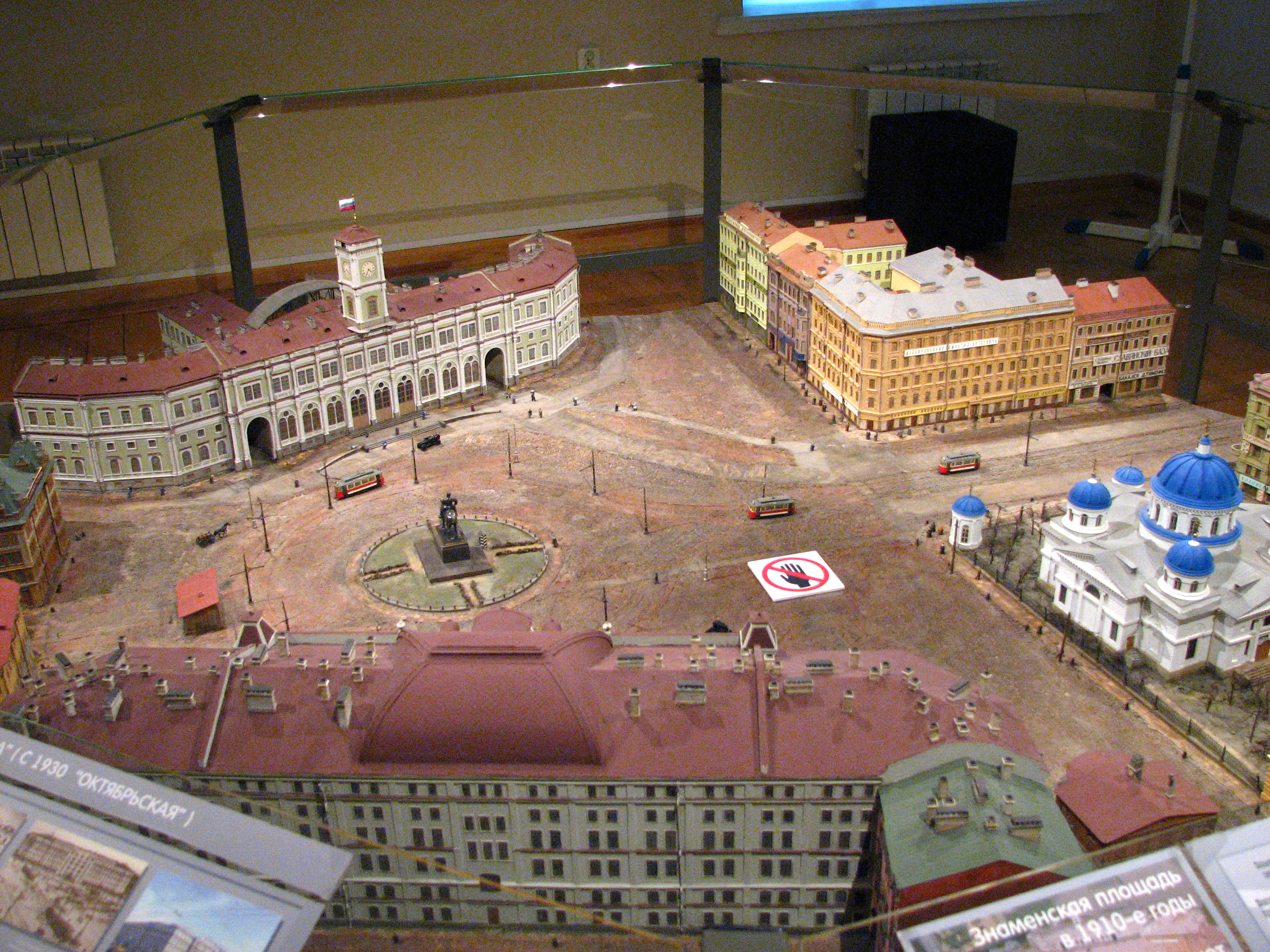
Макет Знаменской площади 1910-х годов.

Если само пассажирское здание вокзала было решено (спроектировано) архитектором Тоном в традиционных формах и конструкциях, то дебаркадер (станционная платформа, у которой останавливаются поезда) не имел аналогов в архитектуре прошлого.
Новый прогрессивный тип крытого металлического дебаркадера был впервые применён в Российской империи на конечных станциях С.Петербурго-Московской (Николаевской) железной дороги. Треугольные фермы покрытия перрона создавали совершенно новый образ транспортного интерьера, заметно отличавший вокзал от других общественных сооружений Санкт-Петербурга середины XIX века.
«Обнаженные железные фермы покрытия и просто оформленные боковые стены, прорезанные широкими окнами, создавали совершенно новый облик интерьера общественного здания транспортного типа, отличающийся строгостью и простотой. По сторонам дебаркадера располагались кладовые, административные помещения».
Здание вокзала круглое в плане, расположено по длине вдоль всей Площади Восстания. К. А. Тон использовал мотивы ратушей западноевропейских городов, башня с часами указывает направление главного входа.
По периметру фасада тянется невысокая колоннада, имеющая несколько входов в здание вокзала, в середине здания сверху имеется башня с установленными на ней часами и флагом. Со стороны Лиговского проспекта в здание вокзала встроен вестибюль станции метро «Площадь Восстания».
До 2004 года фасад был покрашен в светлый зелёно-бирюзовый цвет, затем летом 2005 года был перекрашен в жёлто-песочный цвет, что, однако, не повлияло на внешний облик вокзала и площади.
В 2007 году «Ленсвет» смонтировал обновлённую подсветку внешних фасадов здания, обращённых на площадь Восстания и Лиговский проспект. Парк путей для поездов дальнего следования оснащён опорами контактной сети атипичной конструкции, используемой также в парке такого же назначения на станции Москва-Пассажирская на противоположном конце главного хода ОЖД.

### Интерьеры и внутреннее убранство
Рельефы зала вестибюля — скульпторы Ж. Я. Меллуп и В. В. Исаева (середина 1950- годов). В феврале 2011 года Московский вокзал, как и все вокзалы, оснастили досмотровой аппаратурой. Эта мера была принята для предотвращения террористических актов.

## Пассажирское движение
Составы пассажирских поездов дальнего следования, отправляющиеся с Московского вокзала, обслуживают локомотивные бригады тяговой части «Санкт-Петербург-Пассажирский-Московский» (ТЧЭ-8), территория которой примыкает к Московскому вокзалу, протянувшись вдоль Днепропетровской улицы. Часть поездов обслуживается московскими бригадами двухсистемных скоростных электровозов ЭП20, приписанных к «Москва-Сортировочная-Рязанская» (ТЧЭ-6) или машинистами высокоскоростных составов электрической тяги ЭВС1/ЭВС2 «Сапсан» и ЭС1П/ЭС2ГП/ЭС2Г «Ласточка», «Дирекции скоростного сообщения» (ТЧ-40, Металлострой).
На начало 2021 года основными тяговыми единицами для пассажирских составов являлись: шестиосный электровоз постоянного тока ЭП2К и двухсистемный скоростной шестиосный пассажирский электровоз ЭП20, пришедшие на смену чехословацким ЧС2Т, ЧС6, ЧС7 и ЧС200.
Все пассажирские вагоны поездов дальнего следования АО «ФПК», формирующиеся в Санкт-Петербурге, приписаны к ЛВЧД-8 Санкт-Петербург-Московский. Помимо ОАО «Российские железные дороги» (ФПК, ДОСС), перевозку пассажиров собственными железнодорожными вагонами на Московском направлении осуществляют частные компании: ООО «Тверской экспресс», АО ТК «Гранд Сервис Экспресс» и ООО «РЖД-Тур».
Пассажирские платформы для пригородных поездов с мая 2003 года оборудованы турникетами для автоматической проверки билетов. Пригородные пассажирские перевозки на московском и северном (волховстроевском) направлениях с Московского вокзала осуществляет СЗППК электропоездами ЭТ2М, ЭД4М, ЭС2Г моторвагонного депо «Санкт-Петербург-Балтийский» (ТЧ-15), а до 02.21 депо «Санкт-Петербург — Московское» (ТЧ-10).

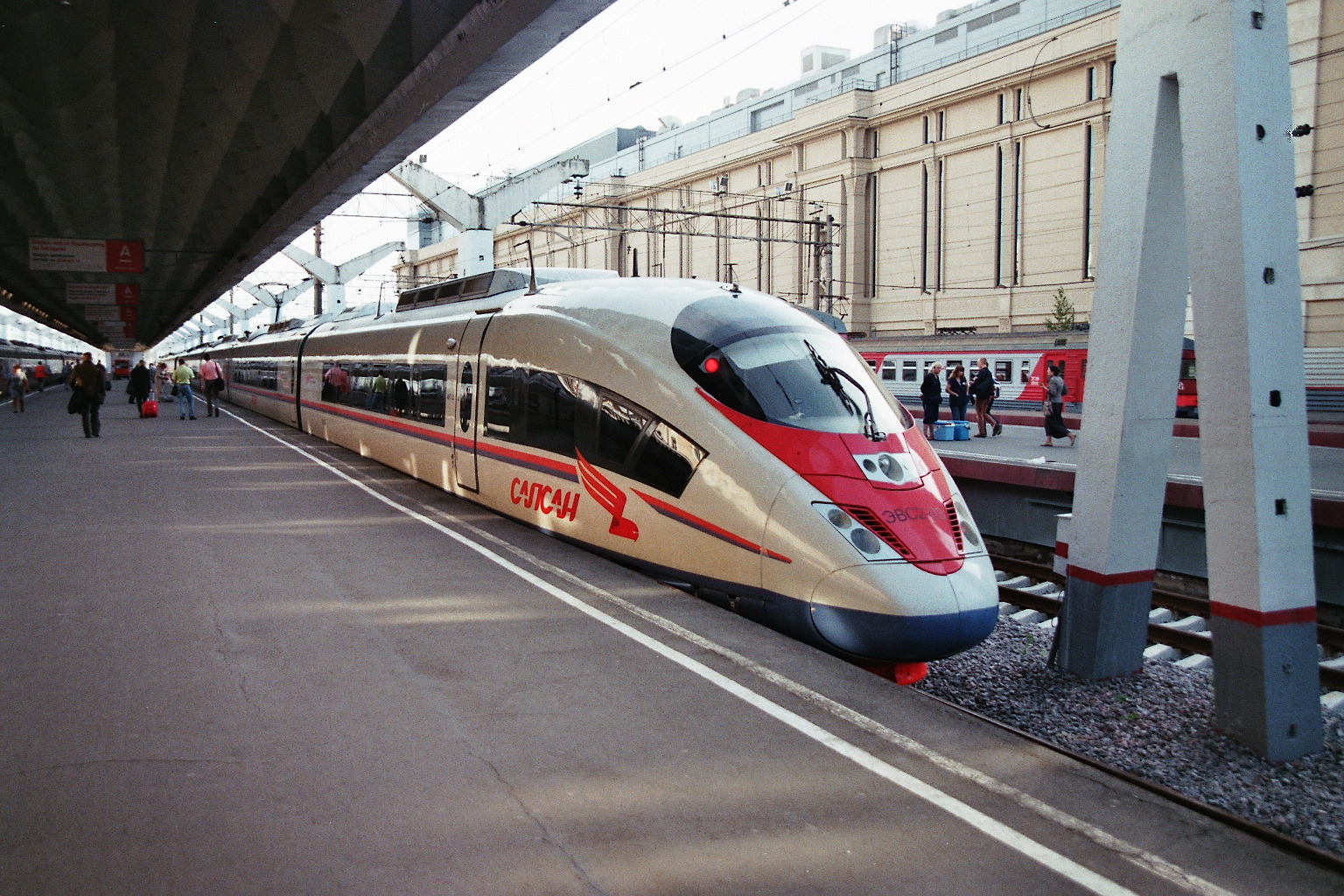
ЭВС2-03 «Сапсан» у платформы Московского вокзала. 2015 г.
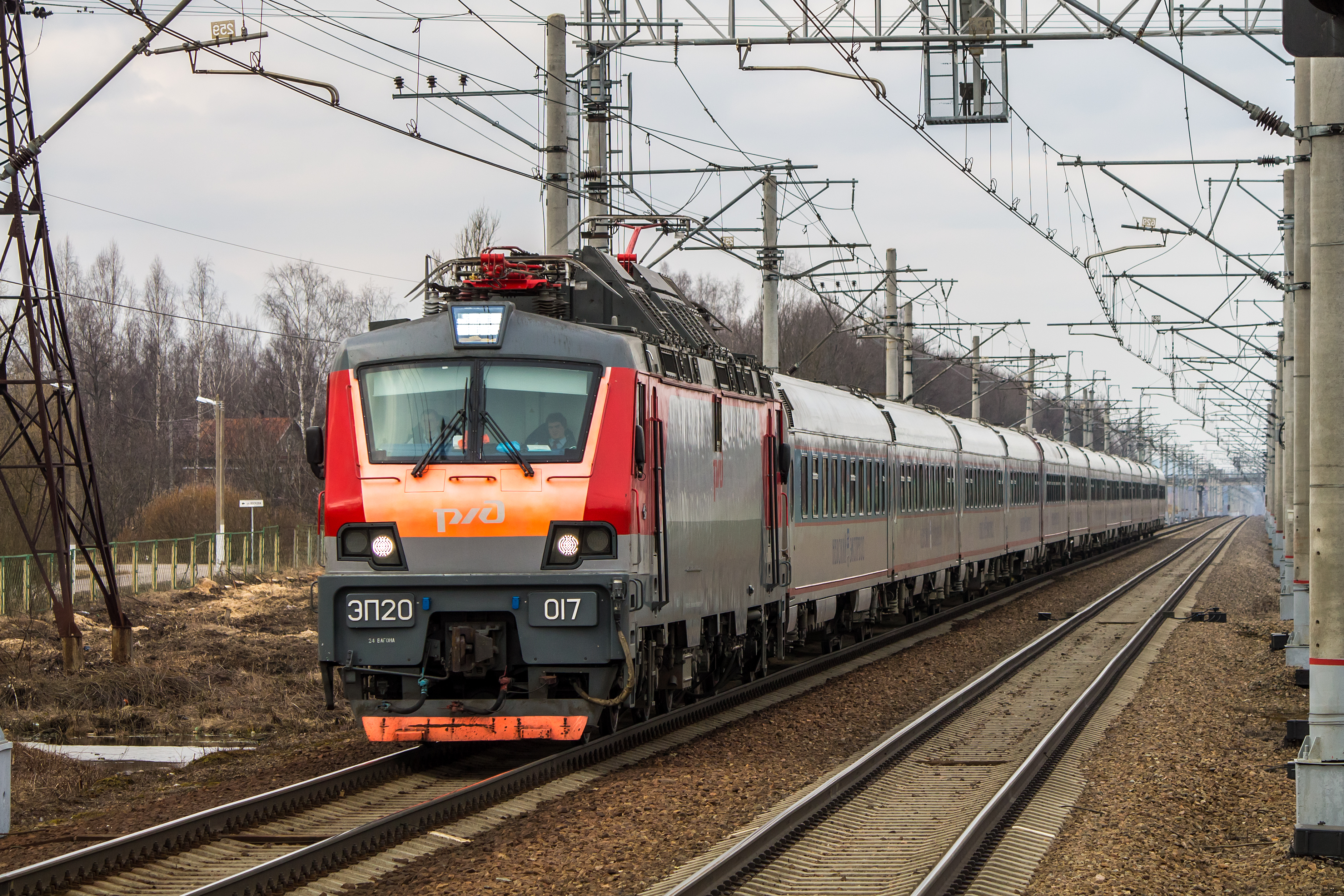
Электровоз ЭП20-017, с пассажирским поездом «Невский Экспресс». 2015 г.
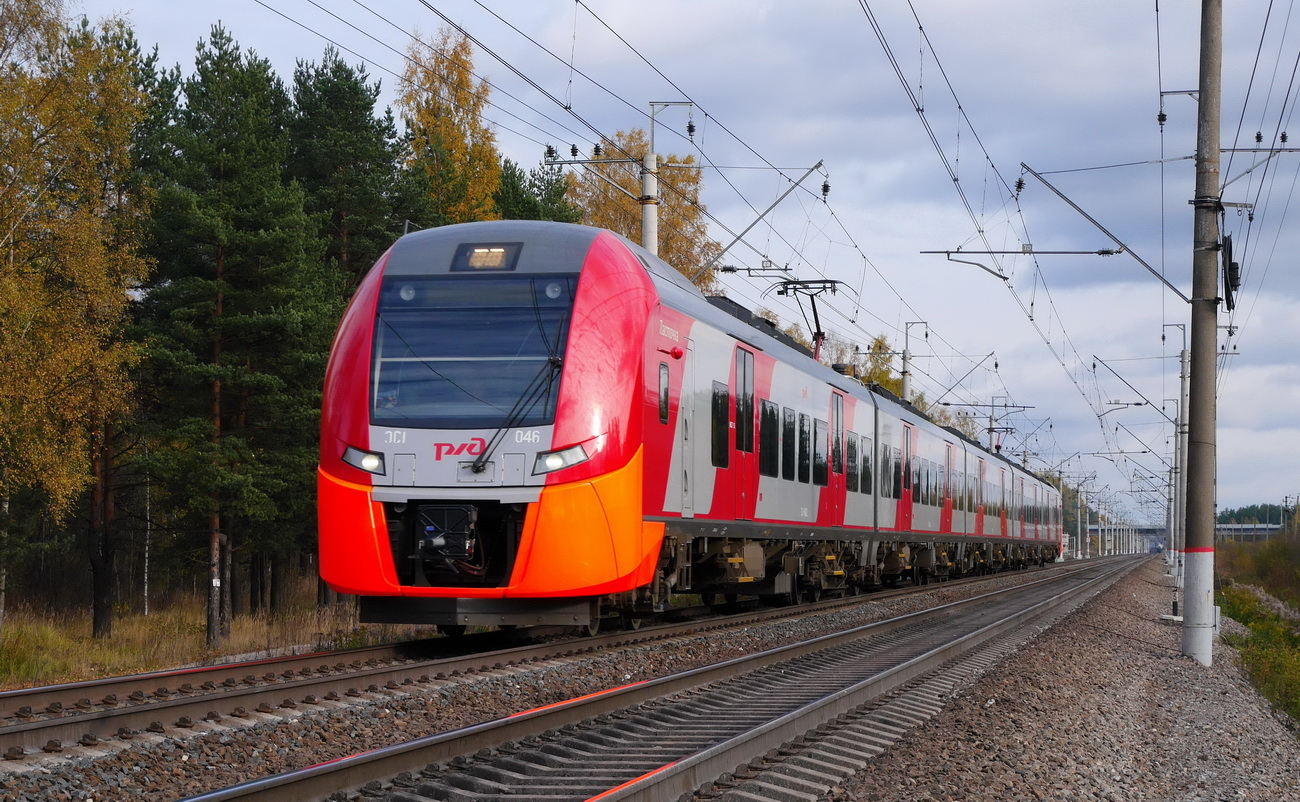
ЭС1-046 следует на перегоне между станциями ОЖД Мга и Горы. 2015 г.
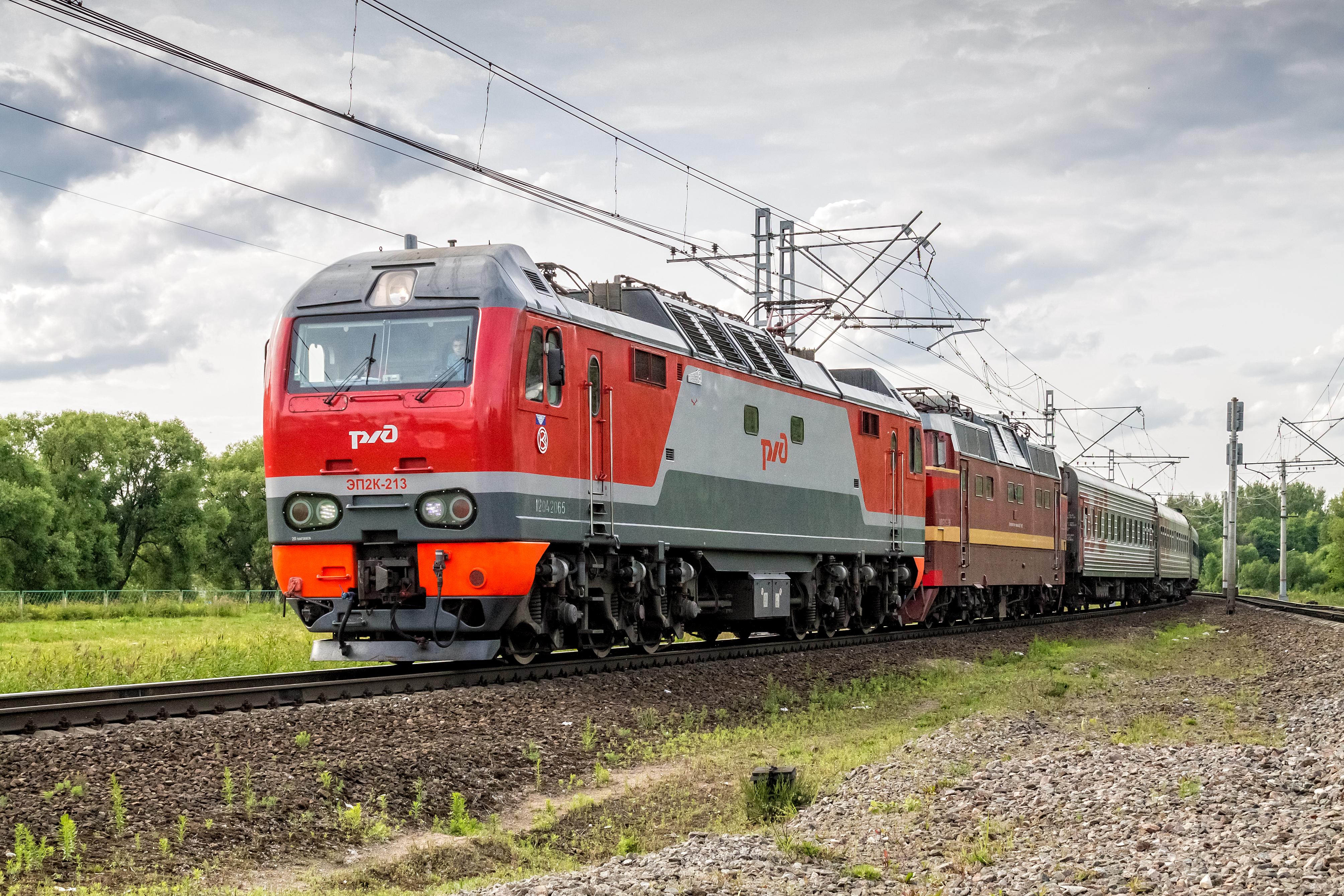
Электровоз ЭП2К - 213 с поездом проследовал ст. Колпино. 2015 г.

### Основные направления
| Страна  | Пункт назначения |
| ------- | --- |
| Россия  | Москва, Адлер, Анапа, Астрахань, Белгород, Брянск, Великий Новгород, Волгоград, Воронеж-1, Владикавказ, Евпатория, Ейск, Иваново, Ижевск, Казань, Калининград, Кисловодск, Махачкала, Мурманск, Нижний Новгород, Новороссийск, Осташков, Оренбург, Самара, Севастополь, Старая Русса, Уфа |
| Абхазия | Сухум |

### Перевозчики и расписание
| Перевозчик                                        | Дистанция                               | Расписание            |
| ------------------------------------------------- | --------------------------------------- | --------------------- |
| Российские железные дороги (ФПК, ДОСС)            | Дальнее следование                      | РЖД                   |
| Тверской экспресс                                 | Дальнее следование                      | Поезд «Мегаполис»     |
| Гранд Сервис Экспресс                             | Дальнее следование                      | Гранд Сервис Экспресс |
| Северо-Западная пригородная пассажирская компания | Межрегиональное и пригородное сообщение | СЗППК                 |

### Скоростное и ускоренное движение
| Маршрут следования                | Маршрут следования                        | Маршрут следования | Остановки | Расстояние   | Время в пути                | Тип состава | Вагонов |
| --------------------------------- | ----------------------------------------- | --- | --------- | ------------ | --------------------------- | ----------- | ------- |
| Санкт-Петербург Московский вокзал |                                           | |           |              |                             |             |         |
| ↔                                 | Москва Ленинградский вокзал Комсомольская | см. расписание | 650 км    | 3 ч. 50 мин. | ЭВС1/ЭВС2 «Сапсан»          | 10/20       |         |
| ↔                                 | Москва Ленинградский вокзал Комсомольская | см. расписание | 650 км    | 6 ч. 42 мин. | ЭС2ГП, ЭС1П «Ласточка»      | 10          |         |
| ↔                                 | Нижний Новгород Московский вокзал         | Окуловка, Тверь, Москва-Курская, Владимир, Дзержинск | 1192 км   | 8 ч. 00 мин. | ЭВС1/ЭВС2 «Сапсан»          | 10          |         |
| ↔                                 | Старая Русса Валдай                       | Обухово, Колпино, Тосно, Любань, Чудово-Московское, Малая Вишера, Торбино, Окуловка, Угловка, Березайка                                                                          | 319 км    | 3 ч. 10 мин. | ЭС1П/ЭС2ГП, ЭС2Г «Ласточка» | 5/10        |         |
| ↔                                 | Великий Новгород                          | Сортировочная, Обухово, Славянка, Колпино, Саблино, Тосно, Ушаки, Рябово, Любань, Чудово, Чудово, Трегубово, Спасская Полисть, Мясной бор, Подберезье, Разъезд 64 км, Павловская | 192 км    | 3 ч. 30 мин. | ЭС1П/ЭС2ГП, ЭС2Г «Ласточка» | 5/10        |         |
| ↔                                 | Тосно                                     | Сортировочная, Обухово, Колпино, Поповка, Саблино | 54 км     | 0 ч. 48 мин. | ЭС1П/ЭС2ГП, ЭС2Г «Ласточка» | 5/10        |         |
| ↔                                 | Волховстрой I                             | Обухово, Рыбацкое, Ивановская, Мга, Назия, Жихарево, Войбокало, Новый Быт, Пупышево                                                                                              | 121 км    | 1 ч. 54 мин. | ЭС1П/ЭС2ГП, ЭС2Г «Ласточка» | 5/10        |         |

## В поэзии
- Также упоминается в песне группы «Ноль» «Московский вокзал» (альбом «Музыка драчёвых напильников»)

### Публицистика
- Архив общественно-литературной газеты «Северная пчела». GBooks (2021). Дата обращения: 8 августа 2021.
- Внутренние известия // Санкт-Петербургские ведомости : газета. — Тип. Имп. акад. наук, 1847. — 8 мая (№ 101). — С. 1.
- Сергей Бабушкин. Петербург. Николаевский (Московский) вокзал. 1844-51 // LiveJournal : блог-платформа. — 2009. — 23 июня.
- Лазарева Т. В. Архитектура пассажирских сооружений рельсового транспорта // Архитектура и строительство России : журнал. — 2008. — № 10. — С. 32—38. — ISSN 0235-7259.
- Петухова Н. М. Эволюция градостроительной роли железнодорожных вокзалов России 1830 – 1910 годов :  [рус.] // Вестник  Московского государственного областного университета. — М., 2010. — С. 210—216. — УДК 711(G). — ISSN 2072-8379.
- Киреев С. В., Сафронов А. А. Строительство Николаевской железной дороги. — В: Материалы секционных заседаний 56-й студенческой научно практической конференции в 2 т. :  [рус.] // Тихоокеанский государственный университет. — Хабаровск, 2016. — Т. 2. — С. 156—160. — 495 с. — УДК 001.891(G). — ISBN 978-5-7389-1984-8.
- Из истории первой российской железной дороги // Коммерсантъ (приложение «Красота») : газета. — 2000. — 12 октября (№ 191). — С. 19. — ISSN 1563-6380.